# Julien Rinaldi
Pour les articles homonymes, voir Rinaldi.

a Compétitions nationales et continentales officielles uniquement.

b Matchs officiels uniquement.
Julien Rinaldi, né le 24 avril 1979 à Villeneuve-sur-Lot en France, est un joueur international français de rugby à XIII, évoluant au poste de demi de mêlée, de demi d'ouverture ou de talonneur dans les années 1990, 2000 et 2010.
Formé à l'U.S. Villeneuve, il est très jeune titulaire en charnière à la suite du départ de Fabien Devecchi. Durant cinq années, il connaît l'âge d'or du club villeneuvois en remportant à quatre reprises le  Championnat de France en 1999, 2001, 2002, 2003 ainsi que le titre de la Coupe de France en 1999, 2000, 2002, 2003. En 2003, à la suite du choix des instances de Super League d'intégrer un futur club basé sur Perpignan, J. Rinaldi s'engage dans le club projeté l'Union Treiziste Catalane, futurement Dragons Catalans et s'empare d'un nouveau titre de Championnat de France en 2005 et de deux nouveaux titres de Coupe de France en 2004 et 2005. Il prend part à la saison inauguruale des Dragons Catalans en Super League 2006 et poursuit les années suivantes son expérience en Angleterre en intégrant les clubs des London Harlequins, des Bradford Bulls, des Wakefield Trinity Wildcats et des London Broncos, entrecoupée par une expérience d'entraîneur-joueur à Villeneuve en 2009-2010. Il prend sa retraite sportive en 2012.
Parallèlement, il est incontournable en équipe de France, comptant vingt-sept sélections entre 1999 et 2008, et prend part à deux éditions de Coupe du monde en 2000 et 2008, comprenant un quart-de-finale face à la Nouvelle-Zélande lors de la première nommée. Il remporte au cours de sa carrière internationale la Coupe d'Europe des nations en 2005.
Installé en Australie, il revient le temps d'une saison en 2018-2019 pour entraîner son club formateur de Villeneuve avant de regagner l'Australie pour ouvrir une salle de sports.

## Biographie

### Participation à la Coupe du monde 2000
Composition de l'équipe de France :

### 2006: Débuts en Super League avec les Dragons Catalans
Composition des Dragons Catalans :

## Palmarès
- Collectif :
  - Vainqueur de la Coupe d'Europe des nations : 2005 (France).
  - Vainqueur du Championnat de France : 1999, 2001, 2002, 2003. (Villeneuve) et 2005 (Union Treiziste Catalane).
  - Vainqueur de la Coupe de France : 1999, 2000, 2002, 2003 (Villeneuve), 2004 et 2005 (Union Treiziste Catalane).
  - Vainqueur du Championnat de France : 2004 (Union Treiziste Catalane).

### Détails en sélection
| 1.  | 11 novembre 1999  | Maroc                 | 80-8  | Test-match     | Demi de mêlée | - | - | - | - |
| 2.  | 1er novembre 2000 | Tonga                 | 28-8  | Coupe du monde | Demi de mêlée | - | - | - | - |
| 3.  | 5 novembre 2000   | Afrique du Sud        | 56-6  | Coupe du monde | Demi de mêlée | - | - | - | - |
| 4.  | 12 novembre 2000  | Nouvelle-Zélande      | 6-54  | Coupe du monde | Demi de mêlée | - | - | - | - |
| 5.  | 2 novembre 2002   | Liban                 | 6-36  | Test-match     | Demi de mêlée | - | - | - | - |
| 6.  | 30 novembre 2002  | Nouvelle-Zélande      | 10-36 | Test-match     | Demi de mêlée | - | - | - | - |
| 7.  | 1er novembre 2003 | Irlande               | 26-18 | Coupe d'Europe | Demi de mêlée | - | - | - | - |
| 8.  | 9 novembre 2003   | Écosse                | 6-8   | Coupe d'Europe | Demi de mêlée | - | - | - | - |
| 9.  | 16 octobre 2004   | Russie                | 58-10 | Coupe d'Europe | Demi de mêlée | 4 | 1 | - | - |
| 10. | 30 octobre 2004   | Angleterre            | 4-42  | Coupe d'Europe | Demi de mêlée | - | - | - | - |
| 11. | 11 novembre 2004  | Nouvelle-Zélande      | 20-24 | Amical         | Demi de mêlée | - | - | - | - |
| 12. | 16 octobre 2005   | Russie                | 80-0  | Coupe d'Europe | Remplaçant    | 4 | 1 | - | - |
| 13. | 23 octobre 2005   | Angleterre            | 12-22 | Coupe d'Europe | Demi de mêlée | - | - | - | - |
| 14. | 30 octobre 2005   | Géorgie               | 60-0  | Coupe d'Europe | Demi de mêlée | - | - | - | - |
| 15. | 5 novembre 2005   | Pays de Galles        | 38-16 | Coupe d'Europe | Demi de mêlée | 4 | 1 | - | - |
| 16. | 12 novembre 2005  | Australie             | 12-44 | Test-match     | Demi de mêlée | - | - | - | - |
| 17. | 18 novembre 2005  | Nouvelle-Zélande      | 22-38 | Test-match     | Demi de mêlée | - | - | - | - |
| 18. | 22 octobre 2006   | Angleterre            | 10-26 | Test-match     | Demi de mêlée | - | - | - | - |
| 19. | 29 octobre 2006   | Samoa                 | 28-6  | Test-match     | Talonneur     | - | - | - | - |
| 20. | 5 novembre 2006   | Tonga                 | 10-48 | Test-match     | Talonneur     | - | - | - | - |
| 21. | 22 juin 2007      | Grande-Bretagne       | 14-42 | Test-match     | Talonneur     | - | - | - | - |
| 22. | 27 octobre 2007   | Écosse                | 46-16 | Test-match     | Talonneur     | 4 | 1 | - | - |
| 23. | 3 novembre 2007   | Papouasie-Nlle-Guinée | 38-26 | Test-match     | Talonneur     | - | - | - | - |
| 24. | 10 novembre 2007  | Papouasie-Nlle-Guinée | 22-16 | Test-match     | Talonneur     | - | - | - | - |
| 25. | 17 novembre 2007  | Nouvelle-Zélande      | 14-22 | Test-match     | Talonneur     | - | - | - | - |
| 26. | 27 juin 2008      | Angleterre            | 8-56  | Test-match     | Talonneur     | - | - | - | - |
| 27. | 26 octobre 2008   | Écosse                | 36-18 | Coupe du monde | Talonneur     | - | - | - | - |

### Statistiques en club
| Saison    | Saison                   | Championnat           | Championnat | Coupe           | Coupe       | Sélection | Sélection | Sélection | Sélection | Sélection | Sélection | Sélection |
| Saison    | Saison                   | Comp.                 | Class.      | Comp.           | Class.      | Comp.     | M         | Pts       | Ess.      | Buts      | Dp.       |           |
| --------- | ------------------------ | --------------------- | ----------- | --------------- | ----------- | --------- | --------- | --------- | --------- | --------- | --------- | --------- |
| 1998-1999 | US Villeneuve            | Championnat de France | Champion    | Coupe de France | Vainqueur   |           |           |           |           |           |           |           |
| 1999-2000 | US Villeneuve            | Championnat de France | 1/4 finale  | Coupe de France | Vainqueur   |           |           |           |           |           |           |           |
| 2000-2001 | US Villeneuve            | Championnat de France | Champion    | Coupe de France | 1/4 finale  |           |           |           |           |           |           |           |
| 2001-2002 | US Villeneuve            | Championnat de France | Champion    | Coupe de France | Vainqueur   |           |           |           |           |           |           |           |
| 2002-2003 | US Villeneuve            | Championnat de France | Champion    | Coupe de France | Vainqueur   |           |           |           |           |           |           |           |
| 2003-2004 | Union treiziste catalane | Championnat de France | Finaliste   | Coupe de France | Vainqueur   |           |           |           |           |           |           |           |
| 2004-2005 | Union treiziste catalane | Championnat de France | Champion    | Coupe de France | Vainqueur   |           |           |           |           |           |           |           |
| 2006      | Dragons Catalans         | Super League          | 12e         | Challenge Cup   | 1/4 finale  |           |           |           |           |           |           |           |
| 2007      | London Harlequins        | Super League          | 9e          | Challenge Cup   | 1/8 finale  |           |           |           |           |           |           |           |
| 2008      | London Harlequins        | Super League          | 9e          | Challenge Cup   | 1/8 finale  |           |           |           |           |           |           |           |
| 2009      | Bradford                 | Super League          | 9e          | Challenge Cup   | 1/16 finale |           |           |           |           |           |           |           |
| 2009-2010 | Villeneuve RL            | Championnat de France | 7e          | Coupe de France | 1/4 finale  |           |           |           |           |           |           |           |
| 2010      | Wakefield                | Super League          | 11e         | Challenge Cup   | 1/16 finale |           |           |           |           |           |           |           |
| 2010-2011 | Villeneuve RL            | Championnat de France | 4e          | Coupe de France | 1/8 finale  |           |           |           |           |           |           |           |
| 2011      | Wakefield                | Super League          | 13e         | Challenge Cup   | 1/8 finale  |           |           |           |           |           |           |           |
| 2012      | London Broncos           | Super League          | 12e         | Challenge Cup   | 1/4 finale  |           |           |           |           |           |           |           |